# Safaa Erruas
Safaa (ou Safâa) Erruas, née en 1976 à Tétouan, est une artiste marocaine.

## Biographie
Safaa Erruas est née en 1976 à Tétouan. Après un an d'études supérieures à la Faculté des sciences de Tétouan, elle change de cap et opte pour une formation artistique. Diplômée de l’Institut national des Beaux-Arts de Tétouan en 1998,, elle développe un langage spécifique. Son travail, abstrait et minimaliste, est le plus souvent marqué par une couleur unique, le  blanc, qui symbolise, selon elle, l'immatérialité, le silence, la fragilité, avec des dessins en sutures, coupures et coutures comme des plaies non cicatrisées, incluant des  éléments pointus ou tranchants (aiguille, lame de rasoir, couteau, fil),,,,. Elle vit et travaille à Tétouan.
Elle expose au Maroc,,, et, dès 1998, à l’international : alors qu’elle vient de terminer ses études artistiques et d'obtenir son diplôme, elle participe à une exposition organisée par Jean-Louis Froment, fondateur du CAPC musée d'art contemporain de Bordeaux dans le cadre du « Temps du Maroc » en France. Elle est ensuite résidente, pendant six mois, de la Cité internationale des arts à Paris. En 2002, elle participe à la cinquième Biennale de Dakar, et à nouveau à celle de 2006, année où elle fait partie des artistes primés. En 2009, elle est aussi retenue comme une des cinq artistes femmes significatives des nouvelles générations d'artistes femmes dans le monde musulman, pour une exposition new-yorkaise organisée par le MoCADA, ou Museum of Contemporary African Diasporan Arts.En 2016, une partie de ses œuvres sont exposées à Paris dans le cadre de la Foire d’art contemporain et de design centrée sur l’Afrique, Also Known As Africa (AKAA), au Carreau du Temple, puis à nouveau en 2018 dans ce même cadre. Elle est également présente en 2017 à Londres dans un salon annuel consacré à l’art contemporain du continent africain. Du 24 février au 1er mai 2022, elle participe à l'exposition African Voices à Milan, avec notamment Mounir Fatmi et Maimouna Gerresi. 
En 2024, elle réalise une fresque de 13 mètres de long pour le premier pavillon marocain à la Biennale de Venise, mais, très tardivement, les artistes sélectionnnés pour représenter le Maroc (initialement Safaa Erruas, Majida Khattari et Fatiha Zemmouri), sont modifiés, et le commissaire d'exposition en charge de la préparation de ce pavillon, Mahi Binebine, est remplacé.
Ses œuvres font partie de collections telles que le Palais royal marocain, la Société générale (Maroc), la Caisse de dépôt et de gestion (Maroc), la Fondation ONA au Maroc, la Fondation Jean Paul Blachère à Apt, ou encore le Centre d’art contemporain de Lagos au Nigéria.